# Hiệp ước không phổ biến vũ khí hạt nhân

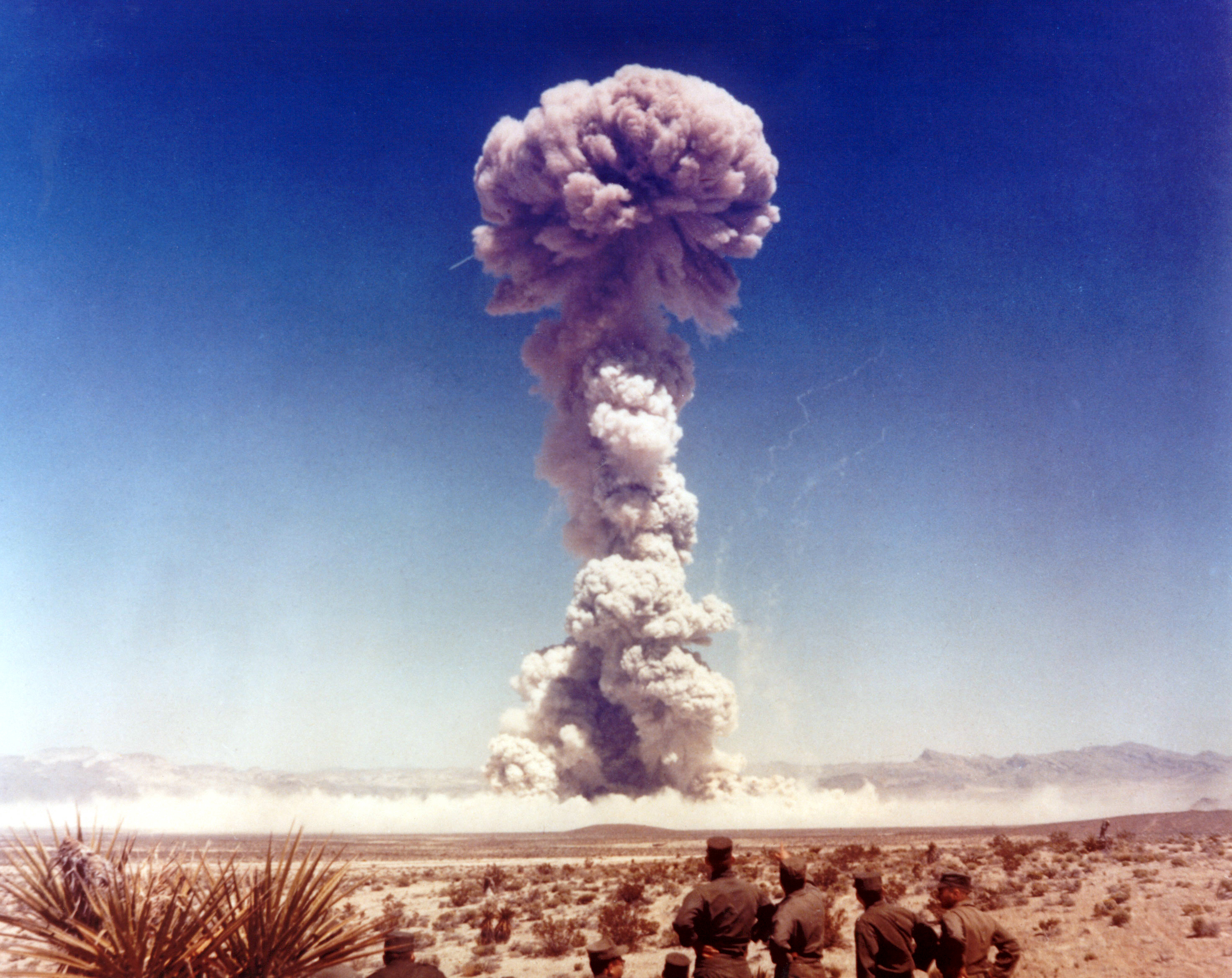
Vụ thử bom nguyên tử 14 kiloton tại Nevada, Hoa Kỳ.

Hiệp ước không phổ biến vũ khí hạt nhân là một hiệp ước quốc tế nhằm mục đích hạn chế việc sở hữu các loại vũ khí hạt nhân. Ngày 1 tháng 6 năm 1968 được chọn là ngày khởi đầu tiến trình tham gia ký kết hiệp ước này.
Đại đa số các quốc gia có chủ quyền (187 nước) đều tham gia hiệp ước. Tuy nhiên, hai trong số bảy cường quốc hạt nhân và một vài quốc gia có thể đang có vũ khí hạt nhân không chịu phê chuẩn hiệp ước. Ireland là quốc gia soạn thảo hiệp ước, còn Phần Lan là quốc gia đầu tiên ký kết hiệp ước. Ngày 11 tháng 5 năm 1995, tại thành phố New York, hơn 170 quốc gia quyết định mở rộng hiệp ước không giới hạn và không điều kiện.
Hiệp ước thường được tóm tắt thành ba nguyên tắc trụ cột: Không phổ biến, Giải giới và Quyền sử dụng kỹ thuật hạt nhân cho mục đích hoà bình.

## Nội dung

### Ba nguyên tắc trụ cột

#### Thứ nhất: Không phổ biến
Chiếu theo hiệp ước, có 5 quốc gia được phép sở hữu vũ khí hạt nhân: Pháp (ký năm 1992), Cộng hoà Nhân dân Trung Hoa (1992), Liên Xô (1968; nghĩa vụ và quyền lợi nay được chuyển cho Liên bang Nga), Anh (1968) và Hoa Kỳ (1968). Đây là các nước đang sở hữu vũ khí hạt nhân vào thời điểm hiệp ước được ký kết, cũng là các quốc gia thành viên thường trực của Hội đồng Bảo an Liên Hợp Quốc. 5 nước này thoả thuận không chuyển giao kỹ thuật hạt nhân cho các nước khác, và các quốc gia không có vũ khí hạt nhân cũng đồng ý không mưu cầu có vũ khí hạt nhân.
5 quốc gia có vũ khí hạt nhân cam kết không sử dụng chúng để chống lại các nước không có vũ khí hạt nhân trừ khi phải đánh trả cuộc tấn công hạt nhân hoặc cuộc tấn công quy ước có liên minh với quốc gia có vũ khí hạt nhân. Tuy vậy, những cam kết này không được chính thức đưa vào hiệp ước, trong khi các chi tiết chính xác lại thường thay đổi theo thời gian. Chẳng hạn như Hoa Kỳ từng ra chỉ dấu rằng nước này có thể sử dụng vũ khí hạt nhân để đáp trả cuộc tấn công phi quy ước bởi các "nước lưu manh" (rogue state). Cựu Bộ trưởng Quốc phòng Anh, Geoff Hoon, công khai nói đến khả năng sử dụng vũ khí hạt nhân nhằm đáp trả các cuộc tấn công không quy ước bởi các "nước lưu manh". Tháng 1 năm 2006, Tổng thống Pháp Jacques Chirac ngụ ý rằng các cuộc tấn công khủng bố được những quốc gia khác bảo trợ, nếu xảy ra trên đất Pháp, có thể dẫn đến những cuộc tấn công trả đũa bằng vũ khí hạt nhân cỡ nhỏ nhắm vào những trung tâm của các "nước lưu manh".

#### Thứ hai: Giải trừ quân bị
Điều VI và lời nói đầu chỉ ra rằng các nước có vũ khí hạt nhân theo đuổi mục tiêu cắt giảm và loại bỏ kho vũ khí của họ; điều khoản này của hiệp ước cũng kêu gọi tiến đến "... một hiệp ước giải giới toàn diện được đặt dưới sự kiểm soát quốc tế nghiêm ngặt và hiệu quả". Trong Điều I, các nước có vũ khí hạt nhân tuyên bố không "xúi giục các nước không có VKNH tìm cách sở hữu loại vũ khí này". Chủ thuyết tấn công để ngăn chặn và các động thái đe doạ khác có thể được hiểu bởi các nước không có vũ khí hạt nhân là hành động xúi giục. Điều X công bố rằng bất kỳ quốc gia nào cũng có thể rút khỏi hiệp ước nếu họ cảm thấy có những "biến động bất thường", thí dụ như một sự đe doạ hiển nhiên, buộc họ phải đi đến quyết định ấy.

#### Thứ ba: Quyền sử dụng kỹ thuật hạt nhân cho mục đích hoà bình
Vì chỉ có rất ít quốc gia đang sử dụng lò phản ứng hạt nhân để sản xuất năng lượng tự nguyện hoàn toàn từ bỏ nhiên liệu hạt nhân, nên trọng tâm thứ ba của hiệp ước là cung ứng cho các quốc gia khác khả năng sản xuất năng lượng hạt nhân, với điều kiện không sử dụng kỹ thuật này để phát triển vũ khí hạt nhân.
Song đối với một vài quốc gia, nguyên tắc này của hiệp ước, cho phép làm giàu urani để sản xuất năng lượng, xem ra là một kẽ hở lớn. Mặc dù hiệp ước dành cho mọi quốc gia quyền sử dụng năng lượng hạt nhân cho mục đích hoà bình, và khi trên thị trường đang có những thiết kế cho nhà máy năng lượng hạt nhân dùng lò phản ứng nước nhẹ sử dụng nhiên liệu urani làm giàu, các quốc gia này cần phải được cấp phép để làm giàu urani hoặc để mua loại hàng hoá này trên thị trường quốc tế. Kiểm soát tiến trình làm giàu urani có thể được xem như là một phần trong biện pháp ngăn cản sự phát triển đầu đạn hạt nhân để nếu nước nào muốn làm điều này thì phải rút lui khỏi hiệp ước. Không quốc gia nào có thể bí mật chế tạo vũ khí hạt nhân trong khi còn bị ràng buộc chịu sự thanh tra của hiệp ước.
Các quốc gia ký kết và hiện duy trì hiệp ước đều có thành tích tốt trong việc tuân thủ hiệp ước. Trong một số khu vực, yếu tố tất cả quốc gia trong vùng đều không có vũ khí hạt nhân giúp mỗi quốc gia đơn lẻ không cảm thấy có nhu cầu phải chế tạo vũ khí hạt nhân. Đây là một trong những mong đợi khi hiệp ước được thiết lập.
Mohamed ElBaradei, người đứng đầu Cơ quan Năng lượng Nguyên tử Quốc tế (IAEA), một cơ quan của Liên Hợp Quốc, nói rằng có đến 40 quốc gia có thể phát triển bom hạt nhân nếu họ muốn.

### Rút khỏi hiệp ước
Điều X cho phép một quốc gia rời bỏ hiệp ước khi có "những biến cố bất thường, liên quan đến hiệp ước, gây thiệt hại cho những quyền lợi tối thượng của quốc gia này", sau khi thông báo trong vòng ba tháng. Trong thông báo cần ghi rõ lý do rời bỏ hiệp ước.
Các nước thuộc NATO lập luận rằng khi một quốc gia quyết định tiến hành chiến tranh thì hiệp ước sẽ không còn có giá trị; trong thực tế nước này sẽ rời bỏ hiệp ước mà không cần thông báo. Lập luận này là cần thiết nhằm chống đỡ chính sách chia sẻ vũ khí hạt nhân của NATO, nhưng lại gây hại cho tính chính đáng của hiệp ước.

## Lịch sử
Hiệp ước được đề xuất bởi Ireland, bắt đầu được ký kết năm 1968, và Phần Lan là quốc gia đầu tiên thực hiện việc ký kết. Năm 1992, cả năm quốc gia có vũ khí hạt nhân đều tham gia ký hiệp ước. Hiệp ước được canh tân năm 1995, bổ sung với Hiệp ước Cấm Thử nghiệm Toàn diện năm 1996. Một vài quốc gia ký kết hiệp ước đã loại bỏ vũ khí hạt nhân hoặc từ bỏ các chương trình sản xuất vũ khí hạt nhân. Cộng hòa Nam Phi đã xúc tiến chương trình chế tạo vũ khí hạt nhân, được cho là với sự trợ giúp của Israel, và có thể đã tiến hành thử nghiệm trên Đại Tây Dương, nhưng đã từ bỏ chương trình hạt nhân và tham gia ký hiệp ước năm 1991 sau khi phá huỷ kho hạt nhân của mình. Ukraina và một vài nước khác thuộc Liên Xô cũ cũng đã phá huỷ hoặc chuyển giao cho Nga các loại vũ khí hạt nhân mà họ thừa hưởng từ Liên Xô.

### Chia sẻ vũ khí hạt nhân giữa Hoa Kỳ và NATO
Vào lúc đang thương thảo về hiệp ước, NATO đã có thoả thuận theo đó Hoa Kỳ cung cấp vũ khí hạt nhân để các quốc gia thành viên của NATO phát triển và tồn trữ chúng. Điều này xem ra đang vi phạm Điều I và II của hiệp ước. Các quốc gia NATO lập luận rằng Hoa Kỳ đang kiểm soát kho vũ khí và không hề có sự chuyển giao vũ khí hoặc quyền kiểm soát cho họ "trừ khi và cho đến khi xảy ra chiến tranh, mà khi ấy thì hiệp ước không còn có giá trị nữa". Tóm lại, không có sự vi phạm hiệp ước ở đây. Mặc dù thoả thuận giữa các nước thuộc NATO được tiết lộ cho một vài quốc gia, kể cả Liên Xô, khi đang thương thảo về hiệp ước, hầu hết các nước ký vào năm 1968 không biết gì về thoả thuận này cùng cung cách giải thích vào thời điểm ấy.
Đến năm 2005, Hoa Kỳ cung cấp khoảng 180 quả bom hạt nhân chiến thuật B61 cho Bỉ, Đức, Ý, Hà Lan và Thổ Nhĩ Kỳ chiếu theo thoả thuận này của NATO. Nhiều quốc gia, cùng với Phong trào không liên kết, cho rằng điều này vi phạm Điều I và II của hiệp ước, và đang gia tăng áp lực nhằm chấm dứt thoả thuận này. Họ chỉ ra rằng phi công và nhân viên của các quốc gia NATO "phi hạt nhân" đang thực hành điều khiển và chuyển giao bom hạt nhân của Hoa Kỳ, và máy bay chiến đấu không phải của Hoa Kỳ cũng được chỉnh sửa để chuyển vận bom hạt nhân Mỹ, tức là đã có chuyển giao một số thông tin kỹ thuật vũ khí hạt nhân.
Ngay cả trong trường hợp thoả thuận của NATO là hợp pháp thì trong thời bình những động thái như thế là mâu thuẫn với tinh thần và mục tiêu của Hiệp ước. NATO tin rằng "lực lượng hạt nhân của NATO sẽ tiếp tục giữ vai trò quan trọng trong nỗ lực ngăn chặn chiến tranh, nhưng vai trò hiện nay của lực lượng này đang phục vụ những mục tiêu chính trị".

## Quốc gia không tham gia hiệp ước
Ba nước này - Ấn Độ, Pakistan, Israel - từ chối tham gia Hiệp ước. Ấn Độ và Pakistan đã được xác nhận là cường quốc hạt nhân, trong khi nhiều người tin rằng Israel đã có vũ khí hạt nhân, dù chưa có xác nhận nước này đã tiến hành các vụ thử hạt nhân (xem Danh sách các quốc gia có vũ khí hạt nhân). Ba quốc gia này lập luận rằng Hiệp ước đã dựng lên một câu lạc bộ các nước có vũ khí hạt nhân, để phân biệt với một nhóm đông hơn, gồm nhiều các quốc gia không có vũ khí hạt nhân, nhằm mục đích hạn chế quyền sở hữu hợp pháp vũ khí hạt nhân dành riêng cho các nước đã có các cuộc thử nghiệm trước năm 1967, nhưng Hiệp ước chưa bao giờ giải thích trên nền tảng đạo đức nào để chứng minh sự phân biệt ấy là đúng đắn.

### Ấn Độ
Ấn Độ và Pakistan đã công khai tuyên bố đã sở hữu vũ khí hạt nhân cũng như đã cho kích nổ chúng trong các cuộc thử nghiệm, Ấn Độ tiến hành thử nghiệm lần đầu năm 1974 và Pakistan năm 1998. Ước tính Ấn Độ tồn trữ nguyên liệu đủ để chế tạo 100–150 đầu đạn, còn Pakistan đủ cho 60–100 đầu đạn.

### Israel
Israel vẫn đang phát triển vũ khí hạt nhân tại căn cứ Dimona trong sa mạc Negev kể từ năm 1958. Người ta tin rằng nước này đang tồn trữ 100–200 đầu đạn hạt nhân. Chính phủ Israel từ chối xác nhận hoặc bác bỏ nguồn tin này, mặc dù điều này được xem là một sự bí mật mà ai cũng biết sau khi được kỹ thuật gia hạt nhân của Israel, Mordechai Vanunu, tiết lộ trên tờ Sunday Times của Anh năm 1986.

## Quốc gia khác

### Cộng hòa Dân chủ Nhân dân Triều Tiên
Bắc Triều Tiên đã phê chuẩn Hiệp ước, nhưng lại rút khỏi hiệp ước ngày 10 tháng 1 năm 2003, sau những cáo buộc của Hoa Kỳ cho rằng Bắc Triều Tiên đã khởi động chương trình làm giàu urani; khi ấy Hoa Kỳ đình chỉ việc vận chuyển dầu nhiên liệu đến Bắc Triều Tiên trong khuôn khổ Khung Thoả thuận năm 1994 nhằm giải quyết các vấn đề vũ khí plutoni. Ngày 10 tháng 2 năm 2005, Bắc Triều Tiên công bố sở hữu vũ khí hạt nhân và tuyên bố rút khỏi những cuộc đàm phán sáu bên do Trung Quốc đứng ra tổ chức nhằm tìm kiếm một giải pháp ngoại giao cho vấn đề. "Chúng tôi đã rút khỏi Hiệp ước Cấm Phổ biến Vũ khí Hạt nhân và đã chế tạo vũ khí hạt nhân cho mục đích phòng vệ để đối phó với chính sách trắng trợn của chính phủ Bush nhằm cô lập và bóp nghẹt nước Cộng hòa Dân chủ Nhân dân Triều Tiên", lời của một tuyên bố của Bộ Ngoại giao Bắc Triều Tiên. Những cuộc đàm phán sáu bên được tái tục vào tháng 7 năm 2005, nhưng lại ngưng vào ngày 7 tháng 8 mà không có tiến bộ nào. Các bên đã lại gặp nhau ngày 29 tháng 8.
Ngày 19 tháng 9 năm 2005, Bắc Triều Tiên tuyên bố chấp nhận thoả ước sơ bộ, theo đó nước này sẽ huỷ bỏ các loại vũ khí hạt nhân hiện có cũng như các cơ sở sản xuất, tái gia nhập hiệp ước và tái chấp nhận đoàn thanh tra của IAEA. Vấn đề cung cấp lò phản ứng nước nhẹ để thay thế chương trình nhà máy điện hạt nhân của Bắc Triều Tiên, theo Khung Thoả thuận năm 1994, sẽ được giải quyết sau. Nhưng ngày hôm sau Bắc Triều Tiên lặp lại quan điểm cũ của mình rằng chỉ khi nào nước này được cung cấp lò phản ứng nước nhẹ thì mới huỷ bỏ kho hạt nhân và gia nhập hiệp ước.

### Iran
Iran đã tham gia Hiệp ước, nhưng từ năm 2004 bị Hoa Kỳ nghi ngờ vi phạm hiệp ước vì xúc tiến chương trình phát triển vũ khí hạt nhân. Cơ quan Năng lượng Nguyên tử Quốc tế tiến hành điều tra. Iran cho biết chỉ muốn phát triển năng lượng hạt nhân. Đến năm 2006, một vài nước Âu châu như Anh, Pháp và Đức cũng chia sẻ với Hoa Kỳ mối nghi ngờ về chủ đích của Iran, nhất là sau một loạt những động thái cứng rắn của tổng thống tân cử, Mahmoud Ahmadinejad, tuyên bố rằng Israel nên bị "xoá khỏi bản đồ".
Ngày 9 tháng 8 năm 2005, Ayatollah Ali Khamenei đã ban hành một giáo lệnh (fatwa) cấm sản xuất, tàng trữ và sử dụng vũ khí hạt nhân. Toàn văn giáo lệnh đã được công bố trong một tuyên bố chính thức tại một buổi họp ở trụ sở của IAEA tại Viên.

## Tương lai
Vấn đề năng lượng hạt nhân dân dụng, khi được đem vào Thoả ước Hợp tác châu Á-Thái Bình Dương vì Khí hậu và Phát triển sạch (Asia-Pacific Partnership for Clean Development and Climate) vào tháng 7 năm 2005, đã trở nên một vấn đề chính trị nhạy cảm khi Ấn Độ, tiến hành thử nghiệm bom nguyên tử lần đầu năm 1974, từ chối ký Hiệp ước Cấm Phổ biến Vũ khí Hạt nhân. Trước đó, ngày 18 tháng 7 năm 2005, Tổng thống Hoa Kỳ George W. Bush, sau khi gặp Thủ tướng Ấn Độ Manmohan Singh, tuyên bố sẽ vận động sửa đổi luật lệ Hoa Kỳ và quốc tế nhằm cho phép Hoa Kỳ bán kỹ thuật hạt nhân dân dụng cho Ấn Độ. Nhiều người e ngại rằng trong khi đó Hoa Kỳ vẫn từ chối bán kỹ thuật hạt nhân dân dụng cho Iran (có tham gia hiệp ước), sẽ có thể gây nguy hại nghiêm trọng cho hiệp ước.
Hội nghị Thẩm định Hiệp ước được triệu tập 5 năm một lần. Vào Hội nghị lần thứ bảy tổ chức vào tháng 5 năm 2005, xuất hiện những dị biệt gay gắt giữa một bên là Hoa Kỳ, muốn hội nghị tập chú vào việc phổ biến vũ khí hạt nhân đặc biệt là những cáo buộc chống Iran, và phía bên kia gồm hầu hết các quốc gia còn lại, muốn nhấn mạnh vào thái độ thiếu thiện chí của các cường quốc hạt nhân trong tiến trình giải giới kho vũ khí hạt nhân của họ. Các quốc gia phi liên kết tái khẳng định lập trường của họ cho rằng thoả thuận chia sẻ hạt nhân của NATO là vi phạm hiệp ước.